# 門松良祐
門松 良祐 (かどまつ りょうすけ、1981年9月13日- ) は、日本のシンガーソングライター、ラジオDJ、マルチタレント。2016年3月までavexのアコースティック男性デュオ「ひまり」の元サブリーダーでボーカル&ギターを務めた。
大阪市西成区出身。B型。

## 略歴
デュオ時代の略歴はひまりを参照
2002年に松瀬一昭とアコースティックデュオ「ひまり」を結成。
2012年3月3日に一般女性と入籍。
2015年12月26日に長男が生まれ一児の父となる。
2016年3月末で「ひまり」としての13年間の活動を終え、ソロ活動をスタートさせる。地元関西を大事に、自分にできることは全てやる「生まれて生きて、役に立つ」をモットーに全国各地で年間100本のライブを行う。
2019年5月29日に長女が生まれ二児の父となる。

## 人物
ニックネームは「かどちゃん」。
趣味は歌を唄う、銭湯＆サウナ＆岩盤浴、神社巡り、ジョギング。特技はそろばんで計算が早い。また中学校と高校の数学教師免許を所持している。
2016年、京都マラソンに出場し5時間41分22秒で完走した。また完走後にLIVEするという番組企画を見事こなして以来、走って歌えるアーティストとしても活動範囲を広げる。
日焼けしやすい体質のため、出演番組の一つ「京上ル下ル」内で番組ファンの方から日焼け止めをもらうことが多い。

## ディスコグラフィ

### ミニアルバム
|     | 発売日        | タイトル |
| --- | ------------- | -------- |
| 1st | 2017年9月13日 | おおきに |
| 2nd | 2018年9月13日 | kado１   |
| 3rd | 2019年1月11日 | kado２   |

### DVD
|     | 発売日        | タイトル                 |
| --- | ------------- | ------------------------ |
| 1st | 2018年1月11日 | Thank you for everything |
| 2nd | 2018年12月8日 | まいどおおきに           |

## 使用機材
AD-1600(Aria Dreadnought)
Southern Jumbo(Gibson)
APX700-12NT(YAMAHA)

## 出演

### テレビ
- みやびじょんワイド(2015年4月～2015年6月、J:COM 京都みやびじょん)
- 京上ル下ル(2015年7月～出演中、J:COM 京都みやびじょん)

### ラジオ

#### 現在
- Music Spiral(2018年4月 - 、Date fm、「まいどおおきに門松良祐です！」のコーナーに出演)
- 門松良祐と渡辺晃一の湘南サウンドミュージアム(2018年4月～、レディオ湘南)
- Heart&Peace！(2019年4月 -、ラジオ関西)
- いっぺん聴いてけさいん(2021年4月 -、TBCラジオ)

#### 過去
- CRK ミュージックヘッズ(2015年4月～2018年3月、ラジオ関西)
- かどちゃんの輪(2016年4月～2018年3月、Date fm)
- 門松良祐の「セリらじ！」(2016年4月～2017年9月、なとらじ)
- ミッドナイト子守唄(2016年4月～2017年12月、ラジオ大阪)
- サタデーナイト子守唄(2018年1月～2018年9月、ラジオ大阪)